# 卫岗 (人物)
卫岗（1969年1月—），男，傣族，云南芒市人，中华人民共和国云南地方官员，1998年6月加入中国共产党，第十三届全国人民代表大会云南省代表。

## 生平
1985年9月，开始在云南民族学院民语系德宏傣语专业班读书。1989年8月，在德宏州民语委工作。1994年12月，进入德宏州检察院工作，1998年1月任起诉处副处长。2000年9月，进入德宏州委组织部工作。
2004年起，任瑞丽市政府副市长、瑞丽市常委、市委政法委书记、市委副书记、市委党校校长。2009年9月起，任盈江县委副书记、副县长、代理县长、县长。2015年7月起，任德宏师范高等专科学校党委书记。2017年10月起，任德宏州委副书记、副州长、代理州长、州长。
2018年，卫岗被选为云南省出席第十三届全国人民代表大会代表。